# Łucznictwo na Letnich Igrzyskach Olimpijskich 1904 – drużynowo kobiety
Kobiety drużynowo była jedną z konkurencji łuczniczych na Letnich Igrzyskach Olimpijskich 1904 w Saint Louis.

## Wyniki
| Miejsce | Państwo                                                   | Zawodniczki       |
| ------- | --------------------------------------------------------- | ----------------- |
| 1       | Matilda Howell Eliza Pollock Emily Woodruff Leonie Taylor | Stany Zjednoczone |

W wcześniejszych opracowaniach podawano, że srebrny medal zdobyły Emma Cooke i Mabel Taylor. Obecnie MKOl wykazuje tylko złoty medal.